# رازی‌یلر
رازی‌یلر (به لاتین: Raziyələr) یک منطقه مسکونی در جمهوری آذربایجان است که در شهرستان قوبا واقع شده است. رازی‌یلر ۳۴۰ نفر جمعیت دارد.

## ریشه واژه
راز یا رز در زبان تاتی قفقاز به‌معنی درخت انگور است و رازی‌یلر یعنی تاکستان یا باغ انگور.